# Eudorylas cinerascens
Eudorylas cinerascens är en tvåvingeart som först beskrevs av Perkins 1905.  Eudorylas cinerascens ingår i släktet Eudorylas och familjen ögonflugor. Inga underarter finns listade i Catalogue of Life.